# تورو (مولیزه)
تورو (به ایتالیایی: Toro) یک کومونه در ایتالیا است که در استان کامپوباسو واقع شده‌است. تورو ۲۴٫۰ کیلومتر مربع مساحت و ۱٬۵۱۳ نفر جمعیت دارد و ۵۸۸ متر بالاتر از سطح دریا واقع شده‌است.